# Finja Betong
Finja Betong Aktiebolag är ett svenskt familjeföretag i betongbranschen som tillhör Finjakoncernen. VD och huvudägare är Gull-Britt Jonasson, dotter till företagets grundare Kaj Andersson. Hennes dotter Veronica Jensen är marknadsansvarig i Finja AB. Företaget grundades i Finja utanför Hässleholm på 1950-talet av elektrikern Kaj Andersson (1925–2000) för att få användning av ett grustag denne fått i ersättning för utförda tjänster. Finja Betong hade år 2015 145 anställda och en omsättning på 657 miljoner kronor. Tillverkning sker i Finja, Strängnäs och Upplands Väsby. Verksamheten i Norge blev ett eget aktiebolag i januari 2015 under namnet Finja Betong AS och är ett dotterbolag till Finja Betong AB.